# Le Boupère
Le Boupère – miejscowość i gmina we Francji, w regionie Kraj Loary, w departamencie Wandea.
Według danych na rok 1990 gminę zamieszkiwały 2832 osoby, a gęstość zaludnienia wynosiła 65 osób/km² (wśród 1504 gmin Kraju Loary Le Boupère plasuje się na 183. miejscu pod względem liczby ludności, natomiast pod względem powierzchni na miejscu 108.).